# Bahía de los Mil Barcos
Bahía de los Mil Barcos (en inglés: Thousand Ships Bay) es un cuerpo de agua situado en el archipiélago de Melanesia, Oceanía, específicamente en la costa sur de la isla de Santa Isabel en las Islas Salomón, entre las islas de San Jorge y de Santa Isabel.
Al norte se encuentra la Punta Tananadi, la bahía de Takata al oeste, mientras que las islas de Taselao y Gogomo se encuentran algunos kilómetros al sur.